# Wyomings flagga
Wyomings flagga är en symbol för den amerikanska delstaten Wyoming och den antogs 1917. Flaggan har blå botten med en vit siluett av en amerikansk bisonoxe, som haft stor historisk signifkans för Wyoming, och inuti bisonsoxens kontur finns delstatens sigill. Den har en dubbelram, den inre vit och den yttre röd. Den röda ramen symboliserar nordamerikas ursprungsbefolkning och blodet de första nybyggarna spilde. Den vita ramen står för renhet och den blå bakgrunden symboliserar himlens och bergens färg.
Flaggan antogs efter 27 år efter att Wyoming blev en amerikansk delstat, efter en tävling där 37 olika flaggor skickades in. Flaggan antogs av guvernören Robert D. Carey i januari 1917.
I den ursprungliga designen som antogs pekade bisonoxen från flaggstången. Efter ett förslag av tävlingens anordnare ändrades designen till att den pekar mot flaggstången. På all flaggor som gjorts efter tävlingen är bisonoxen vänd mot flaggstången, men det finns inget nedtecknat officiellt beslut att vända flaggans bild.
Vicepresidenten Dick Cheney, ursprungligen från Wyoming, hade flaggan i sitt kontor i Vita huset.